# Lodewijk III van Orléans
Lodewijk III van Orléans (Fontainebleau, 3 februari 1549 - Mantes-la-Jolie, 24 oktober 1550) was gedurende zijn korte leven hertog van Orléans. Hij behoorde tot het huis Valois.

## Levensloop
Lodewijk III was het vierde kind en de tweede zoon van koning Hendrik II van Frankrijk uit diens huwelijk met Catharina de' Medici, dochter van Lorenzo II de' Medici, heer van Florence. Hij werd in februari 1549 geboren in het Kasteel van Fontainebleau.
Vanaf zijn geboorte was hij tweede in lijn van de Franse troonsopvolging en hij kreeg onmiddellijk de titel van hertog van Orléans. Zijn opvoeding werd toevertrouwd aan het echtpaar Jean en Françoise d'Humières, de gouverneur en gouvernante van de koningskinderen. Ook waren zijn ouders van plan om hem ooit tot hertog van Urbino te benoemen, een titel die exclusief toebehoorde aan de familie Medici wat echter nooit van de grond kwam. Op 19 mei 1549 vond zijn doopsel plaats, waarbij koning Johan III van Portugal, de Schotse koningin-moeder Maria van Guise en Ercole II d'Este, de hertog van Modena en Reggio, optraden als peetouders.
In oktober 1550 overleed Lodewijk III op anderhalf jarige leeftijd, vermoedelijk aan een verkoudheid.